# جیسون گریفیث
جیسون گریفیث (انگلیسی: Jason Griffiths؛ زادهٔ ۲۲ مارس ۱۹۸۷) بازیکن فوتبال اهل بریتانیا است.
از باشگاه‌هایی که در آن بازی کرده‌است می‌توان به نیوانگلند رولوشن و باشگاه فوتبال بیکنزفیلد اشاره کرد.